# Gierschnach
Gierschnach település Németországban, Rajna-vidék-Pfalz tartományban. Lakosainak száma 274 fő (2023. december 31.).

## Népesség
A település népességének változása:
| Lakosok száma | 73   | 277  | 265  | 274  | 272  | 274  |
|               | 1975 | 2017 | 2019 | 2021 | 2022 | 2023 |